# Zawada (gromada w powiecie dębickim)
Zawada – dawna gromada, czyli najmniejsza jednostka podziału terytorialnego Polskiej Rzeczypospolitej Ludowej w latach 1954–1972.
Gromady, z gromadzkimi radami narodowymi (GRN) jako organami władzy najniższego stopnia na wsi, funkcjonowały od reformy reorganizującej administrację wiejską przeprowadzonej jesienią 1954 do momentu ich zniesienia z dniem 1 stycznia 1973, tym samym wypierając organizację gminną w latach 1954–1972.
Gromadę Zawada z siedzibą GRN w Zawadzie utworzono – jako jedną z 8759 gromad na obszarze Polski – w powiecie dębickim w woj. rzeszowskim na mocy uchwały nr 19/54 WRN w Rzeszowie z dnia 5 października 1954. W skład jednostki weszły obszary dotychczasowych gromad Zawada i Nagawczyna ze zniesionej gminy Dębica w tymże powiecie. Dla gromady ustalono 18 członków gromadzkiej rady narodowej.
30 czerwca 1960 do gromady Zawada włączono obszar zniesionej gromady Stasiówka w tymże powiecie, po czym siedzibę gromady Zawada przeniesiono do miasta Dębicy (zachowując nazwę gromada Zawada).
31 grudnia 1961 do gromady Zawada włączono wieś Pustynia (bez przysiółka Kozłów) ze zniesionej gromady Pustynia w tymże powiecie, po czym siedzibę gromady Zawada przeniesiono z powrotem do Zawady.
Gromada przetrwała do końca 1972 roku, czyli do kolejnej reformy gminnej.